# Гадоев, Шохрух Шакирович
Шохрух Шакирович Гадоев (узб. Shoxruh Shokirovich Gadoyev, Shohrux Shokir oʻgʻli Gadoyev; 31 декабря 1991, Касан, Узбекистан) — узбекский футболист, полузащитник клуба «Коканд 1912». Выступал за сборную Узбекистана.

## Биография

### Клубная карьера
Начал футбольную карьеру в Первой лиги Узбекистана играя за «Насаф-2». В составе команды играл на протяжении трёх лет. В 2012 году попал в основной состав «Насафа». В составе команды дважды становился бронзовым призёром чемпионата и финалистом Кубка Узбекистана.

### Карьера в сборной
Играл за молодёжную сборную Узбекистана. В 2012 году дебютировал за национальную сборную Узбекистана. Провёл 5 матчей в квалификации на чемпионат мира 2014. Всего Узбекистан сыграл в 13 матчах и забил 1 гол.

## Достижения
- Бронзовый призёр чемпионата Узбекистана (2): 2013, 2014
- Финалист Кубка Узбекистана (2): 2012, 2013